# Priesterkönig Johannes

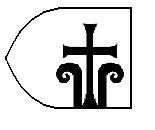
Wappen des Priesterkönigs Johannes aus dem Libro del conoscimiento de todos reynos (14. Jahrhundert)

Der Priesterkönig Johannes (lateinisch rex et sacerdos oder indorum rex, auch Priester Johannes, Presbyter Johannes, Prester John) ist ein mythischer Regent des Mittelalters, der angeblich ein großes und mächtiges christliches Reich im östlichen Asien beherrscht haben soll.

## Entstehung der Legende

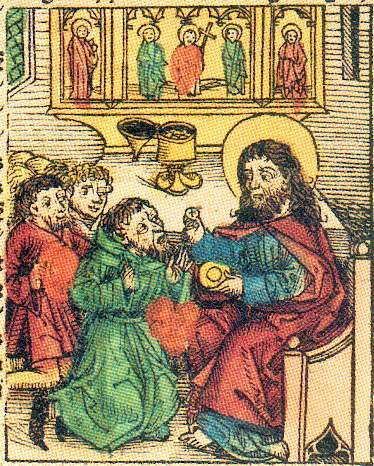
Darstellung des Priesters Johannes in der Schedelschen Weltchronik (1493)

Der syrische Bischof Hugo von Jabala überbrachte 1145 Papst Eugen III. die Kunde von der Rückeroberung der Stadt Edessa durch die Muslime und wollte ihn zu einem weiteren Kreuzzug gegen die „Ungläubigen“ veranlassen. Er berichtete ihm auch von einem mächtigen, christlichen König namens Johannes. Dieser sei Herrscher eines großen Reiches östlich von Persien und Armenien und habe bereits die persische Stadt Echatane, das heutige Hamadan, von den Muslimen erobert. Johannes sei ein Nachfahre der Weisen aus dem Morgenland.
Der Chronist und Bischof Otto von Freising befand sich im Gefolge des Papstes und erwähnte die Episode in seiner umfassenden, 1143 bis 1146 entstandenen Weltchronik Chronica sive Historia de duabus civitatibus (Geschichte der beiden Reiche). Er hegte die Hoffnung, Johannes könne die Christenheit im Kampf gegen die Mohammedaner unterstützen.
Ein angeblich von Johannes persönlich an den byzantinischen Kaiser Manuel I. Komnenos geschriebener Brief (Joannis presbiteri Epistola) tauchte 1165 auf. Es handelte sich, wie man heute weiß, um eine Fälschung, deren tatsächlicher Autor unbekannt ist. Der Brief erregte ein solches Aufsehen, dass sich Papst Alexander III. zu einer umfassenden Gegendarstellung genötigt sah. Die Reaktion des Papstes war zwiespältig: er fürchtete zum einen um seinen Alleinvertretungsanspruch, erhoffte sich aber zum anderen die tatkräftige Hilfe des sagenhaften Königs im Kampf gegen die Muslime. In den folgenden Jahrhunderten, insbesondere nach Erfindung des Buchdruckes, wurde der Brief so oft kopiert, dass heute noch zahlreiche Exemplare erhalten sind.

## Mythos
Der Brief beschreibt das sagenhafte Land und dessen vielfältige Wunder detailliert:
Johannes schreibt, dass ihm 72 Könige tributpflichtig seien. Sein Reich mit der Hauptstadt Bibrich (oder Bribrich) erstrecke sich vom jenseitigen Indien durch die Wüste bis zum Aufgang der Sonne. Dort gebe es neben Elefanten, Kamelen und Dromedaren auch Vampire, gehörnte Menschen, Faune, Satyrn, Pygmäen, Hundsköpfige, Giganten, Zyklopen, Einäugige und den Vogel Phönix.
Durch das Reich fließe der Fluss Ydonus, der im Garten Eden entspringe. Die Flusskiesel seien Edelsteine. Am Fuß des Berges Olymp entspringe eine Quelle, die demjenigen Unsterblichkeit verleihe, der dreimal aus ihr getrunken habe. In einem Meer aus Sand finde man Steine, die Krankheiten heilen könnten. Dort gebe es auch einen wie eine Muschel geformten, ausgehöhlten Stein mit heilkräftigem Wasser, das von Lepra und jeder anderen Krankheit heile, wenn man darin bade. In der Wüste lebten Würmer im Feuer, die sich mit einem Häutchen von feinsten Seidenfäden umgäben, aus denen man Kleider und Tücher für den König fertige, die im Feuer gewaschen würden. Der Heerzug gegen die Feinde werde von dreizehn Wagen mit riesigen goldenen Kreuzen angeführt, denen jeweils 10.000 Reiter und 100.000 Fußsoldaten folgten.
Der Palast des Priesterkönigs Johannes wird als prächtig ausgestattet beschrieben. Die Türen seien mit dem Horn der Hornschlange bedeckt, so dass angeblich niemand Gift in den Palast bringen könne. Die Wände und Fußböden bestünden aus Onyx, die Esstische aus Gold und Amethyst. Die Schlafkammer des Königs sei mit wunderbaren Goldarbeiten und Edelsteinen geschmückt, das Bett aus einem einzigen Saphir gefertigt. In der Nähe des Palastes stehe ein Turm mit einem gigantischen Spiegel, zu dem man über 125 Stufen hinaufsteigen müsse. In diesem Spiegel könne der König die Geschehnisse in allen Provinzen seines Reiches verfolgen und jegliche Verschwörung gegen den Thron erkennen.
Es gebe außerdem einen weiteren Palast, dessen Bauplan Gott dem Vater des Johannes in einer Vision gezeigt habe. Zu dem Bau habe man die wertvollsten Edelsteine und Gold als Mörtel verwendet. Wer dort eintrete, verliere jegliches Hungergefühl und sei, wenn er ihn wieder verlasse, wundersam gesättigt, gestärkt und von Krankheiten geheilt. In einer Ecke des Thronsaales entspringe eine Quelle. Wer von ihr koste, schmecke das, was er gerade zu essen oder zu trinken wünsche. Wer mehrmals von der Quelle trinke, werde vor dreihundert Jahren nicht sterben und sich immer im besten Jugendalter befinden. Die Eingangspforte sei 130 Ellen hoch, aus funkelndem Kristall, umgeben mit reinstem Gold, und sie öffne und schließe sich ohne Berührung von selbst.
Der Brief endet mit einer Erklärung, dass Johannes sich den Titel „Presbyter“ aus Bescheidenheit gegeben habe, da seine Untergebenen alle von solch hohem kirchlichen und weltlichen Rang seien, dass kein noch so wohlklingender Titel seiner Macht und Größe gerecht werde.
Die Beschreibung des Landes und der prächtig ausgestatteten Paläste des Priesterkönigs Johannes erinnert an die Schilderungen von Dschanna, wie sie dem Koran und den Hadithen zu entnehmen ist. Die islamischen Visionen vom Paradies waren im Westen aus Berichten von Reisenden sehr wohl bekannt und kulminierten 1264 in dem mittelalterlichen Buch Liber Scalae Machometi, der lateinischen Fassung der Kitab al-Miraj. Die Erzählungen dürften auch dem unbekannten Verfasser des Briefes geläufig gewesen sein, der zweifelsohne einem gelehrten, geistlichen Umfeld angehörte.

## Suche in Asien
Im Jahr 1177 entsandte Papst Alexander III. seinen Leibarzt Magister Philipp mit einer persönlichen Botschaft an Johannes nach Asien, in der er um Unterstützung für einen weiteren Kreuzzug gegen die Muslime ersuchte. Philipps Reise endete offenbar ohne Ergebnis, er blieb verschollen.
Der Priesterkönig Johannes wurde über die folgenden Jahrhunderte hinweg immer wieder in Quellen erwähnt. Mehrere Expeditionen wurden nach Asien ausgesandt, um mit ihm Verbindung aufzunehmen. Den Reisen lag eine Fehlinformation zugrunde. Der Bischof von Akkon (dem heutigen Akko in Israel) hatte 1221 einen Brief an Papst Honorius III. geschickt, in dem er von der Ankunft des neuen und mächtigen Verbündeten König David von Indien berichtete, der den Kampf gegen das muslimische Perserreich aufgenommen habe und nun kurz vor der Eroberung von Bagdad stehe. Der Bischof hatte Kunde von den Eroberungszügen Dschingis Khans erhalten und identifizierte ihn fälschlicherweise mit dem sagenhaften Priesterkönig Johannes. Allerdings gab es in Asien, entlang der Seidenstraße, in Teilen des heutigen Syrien, Iran, Indien und China, tatsächlich eine christliche Glaubensgemeinschaft, die Nestorianer, die jedoch im mongolischen Großreich nur geringen politischen Einfluss hatte.
Die vom ZDF und Arte ausgestrahlte Folge von Terra X „Im Bann des Priesterkönigs“ hebt einen anderen Ansatz hervor. So wird der zeitlich und politisch zur Chronik passende Sieg der mongolischen Karakitai (Westliche Liao) unter Yel-Lü-Tashih über die Seldschuken von 1141 erwähnt, dann jedoch werden diese Mongolen mit den späteren Nachfolgern Dschingis Khans zusammengewürfelt. Tatsächlich hatten, zumindest bis zur Zeit der Karakitai, die sich auf den Apostel Thomas berufenden nestorianischen Christen unter den Mongolen größeren Einfluss als etwa später am Hof der Nachfolger Dschingis Khans. In anderen Versionen der Legende wurde neben Yel-Lü-Tashih der Ende des 12. Jahrhunderts lebende Toghril Khan (Wang Khan), letzter Herrscher der mongolischen Keraiten, mit der Gestalt des Priesterkönigs in Verbindung gebracht.
Papst Innozenz IV. entsandte 1245/1246 den italienischen Franziskaner Johannes de Plano Carpini in einer diplomatischen Mission zum Großkhan der Mongolen. Gleichzeitig hatte er den Auftrag, Informationen über den Priesterkönig Johannes zu erlangen und ihn als Verbündeten gegen den Islam zu gewinnen. Er konnte jedoch von seiner Reise keine konkreten Informationen über Johannes zurückbringen. Das Reich des Priesterkönigs aber vermutete er in „Indien“. Dabei ist zu berücksichtigen, dass der Begriff „Indien“ im Mittelalter sehr unbestimmt war und nicht mit dem Staatsgebiet der heutigen Republik Indien deckungsgleich ist.

„Einen anderen Sohn schickte Činggis Khan mit einem Heer gegen die Inder. […] Er führte auch ein Heer in die Schlacht gegen die Christen, die im Größeren Indien leben. Als das der König jenes Landes, der im Volk Priesterkönig Johannes genannt wird, hörte, zog er ihnen mit einem Heer entgegen.“

Den gleichen Auftrag wie Carpini erhielt Wilhelm von Rubruk von König Ludwig IX. von Frankreich; er reiste 1253/55 mit einer königlichen Gesandtschaft in die Mongolei. Beide kehrten zwar mit Informationen über das mongolische Reich zurück, konnten jedoch den Mythos des Johannes nicht aufhellen.
Marco Polo siedelt das Reich des Priesterkönigs Johannes im heutigen Nordost-China an. Er schreibt dazu in seinem Reisebericht:

„Nun sollen die Ereignisse, welche die Herrschaft der Tataren einleiteten, erzählt werden: Diese wohnten in den Ländern des Nordens, Jorza und Bargu, jedoch ohne richtige Wohnungen, das heißt, ohne Städte und feste Plätze. Dort gab es weite Ebenen, gute Weideplätze, große Ströme und also Überfluss an Wasser. Sie hatten keinen Herrn und waren nur einem mächtigen Fürsten tributpflichtig, der, wie ich erfahren habe, in ihrer Sprache Un-Khan hieß, was, wie einige glauben, dieselbe Bedeutung wie Priester Johann in unserer Sprache hat.“

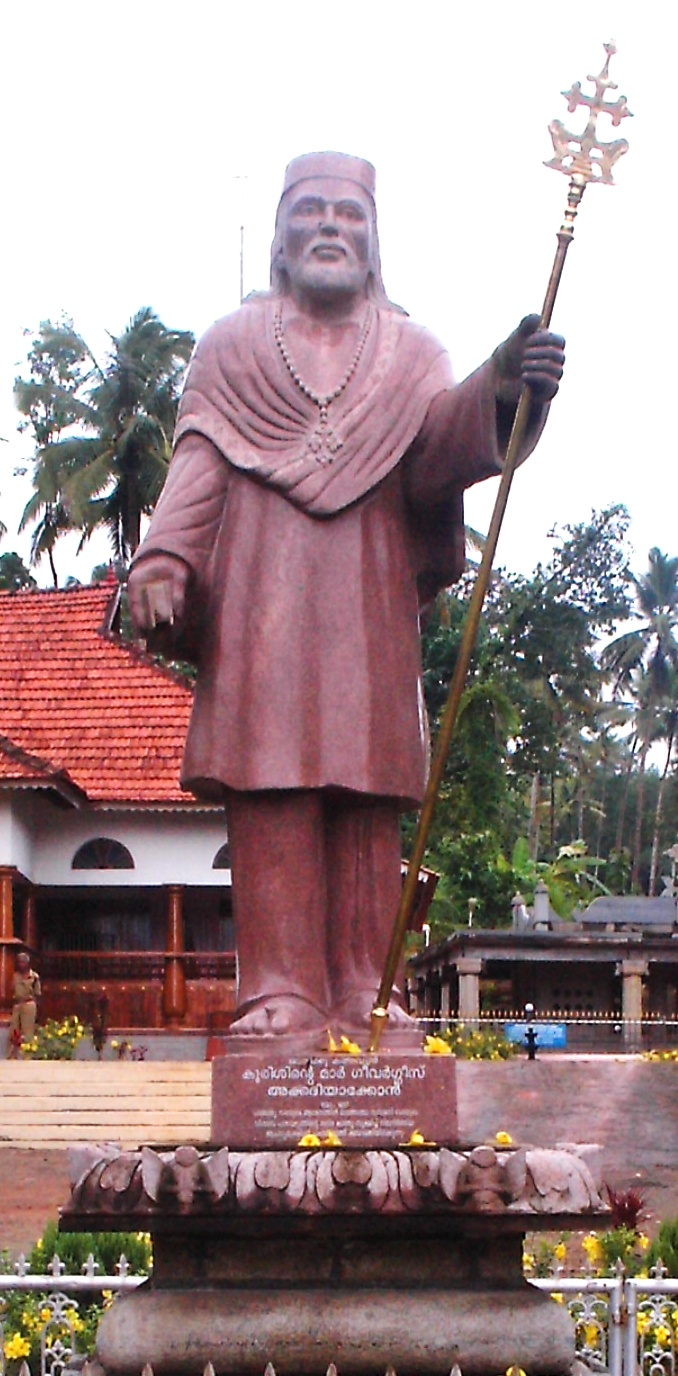
Der indische Erzdiakon George of the Cross († 1640)

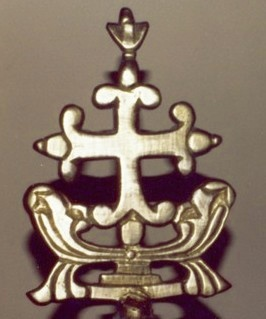
St. Thomaskreuz

Marco Polo berichtet auch von einer großen Schlacht, die zwischen den Armeen des Dschingis Khan und des Un-Khan (Wang Khan?) stattgefunden haben soll. Sie endete mit dem Tod von Un-Khan und der Unterwerfung seines Reiches.

„Tenduk, im ehemaligen Reich des Priesters Johannes gelegen, ist eine östliche Provinz mit vielen Städten und Schlössern, die zur Herrschaft des Großkhans gehören; alle Fürsten aus der Familie des Priesters Johannes sind abhängig geblieben, seit Dschingis-Khan das Land unterjochte. Die Hauptstadt heißt ebenfalls Tenduk (vermutlich das heutige Hohhot, nordwestlich von Peking, Anm. d. Autors). Der jetzige König ist Nachkomme des Priesters Johann und heißt Georg. Er ist Christ und Priester; der größte Teil der Einwohner ist christlichen Glaubens. Der erwähnte Georg ist der sechste Nachfolger des Priesters Johann.“

Mit dem Ende der Kreuzzüge war die Suche nach einem Verbündeten im Osten nicht mehr von Bedeutung. Die Legende verebbte mit dem 13. Jahrhundert, blieb jedoch latent immer im Bewusstsein erhalten. Hartmann Schedel erwähnt in seiner umfangreichen Weltchronik von 1493 Johannes nur noch in einem kurzen Absatz:

„In Indier land nennt man iren patriarche briesterjohann. […] Nun wirdt derselb briesterjohann nit allain als ein bischoff, sunder auch als ein kaiser geachtet. Von dem sagt man das zahlreich könig underworffen und ierlich zynsper seyen und in denselbe königreichen seyen hundert ertzbistumb. Un der öberst bischöflich und kaiserlich stuhl sey in einer großen mechtigen statt Bibrith genät und hat Johannes der patriarch einer auß den großen der indier (der im jar des herrn tawsent hundert gein rom komme) hat dem babst calisto, den cardineln und anderen prelaten offenlich gesagt.“

Ein möglicher Ursprung der Figur des Priesterkönigs Johannes könnte das historische Amt des Erzdiakons der Thomaschristen sein, des anerkannten Hauptes dieser Glaubensgemeinschaft. Er wurde in Indien als fürstenähnlich angesehen und hatte gewissermaßen den Status eines „Königs“ seines Volkes, was auch Ehrentitel wie „Prince and head of the Christians of Saint Thomas“ oder „Archdeacon and Gate of All India, Governor of India“ belegen. Die jeweiligen Herrscher von Cochin übergaben dem neu erwählten Erzdiakon königliche Insignien, und er wurde auf Reisen stets von einer bewaffneten Ehreneskorte begleitet. Bereits Mar Timotheus I. (780 – 820/23), Patriarch von Babylon, nannte den Erzdiakon das „Haupt der Gläubigen von Indien“. Die Erzdiakone kamen ausschließlich aus Familien, die für sich in Anspruch nahmen, in direkter Linie von den Priestern abzustammen, die der Apostel Thomas in Indien geweiht und eingesetzt habe. Auch der Name Georg war unter den Erzdiakonen Indiens sehr verbreitet. Diese Fakten stimmen mit dem (teilweise sehr phantasievollen) Bericht von Marco Polo überein. Das Kreuzwappen des Priesterkönigs Johannes, mit seinen beiden Seitenschnörkeln, ist möglicherweise eine verstümmelte Form des traditionellen indischen Thomaskreuzes.

## Suche in Afrika

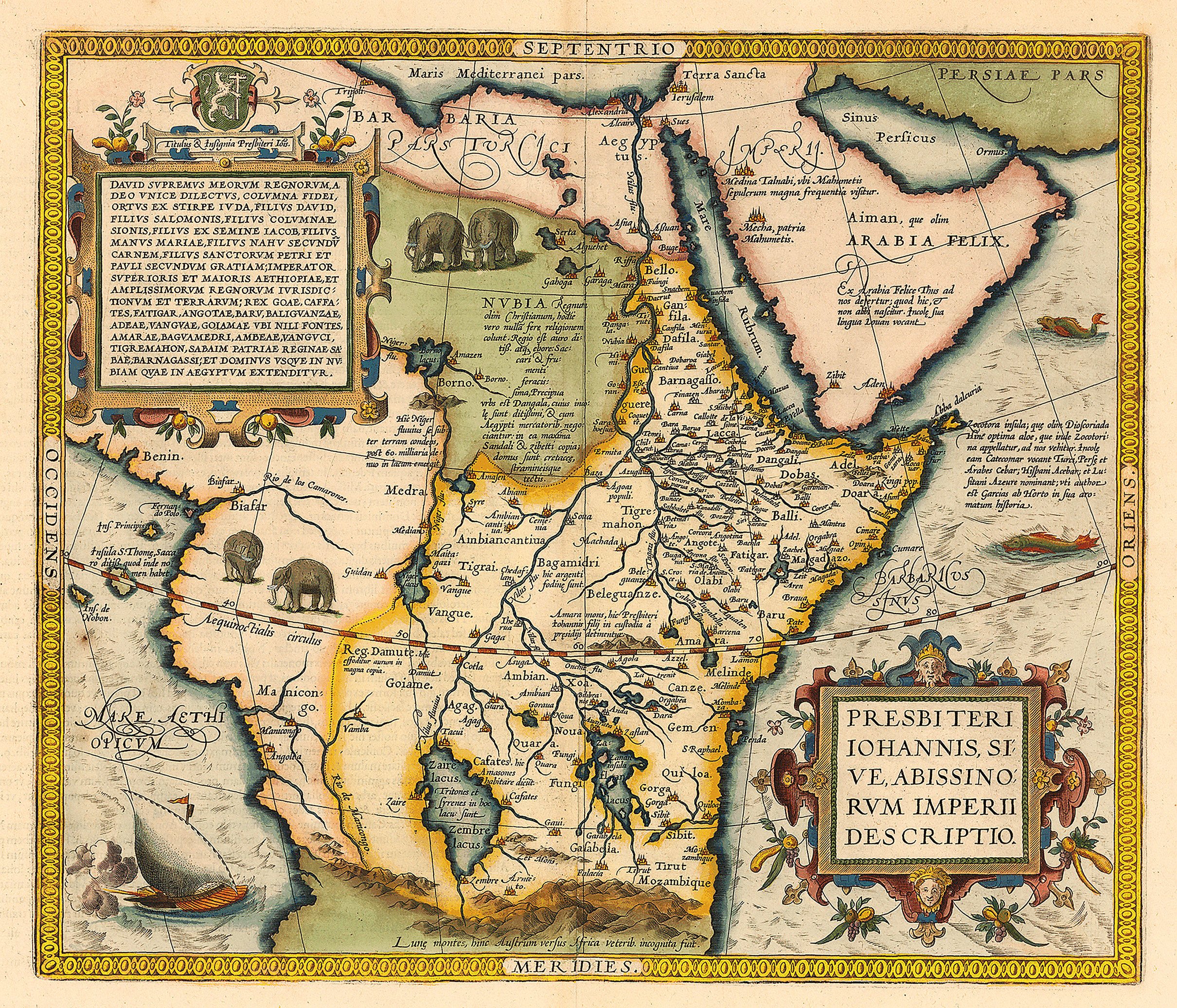
Karte des Reiches des Priesterkönigs Johannes in Ostafrika (Abraham Ortelius, 1598)

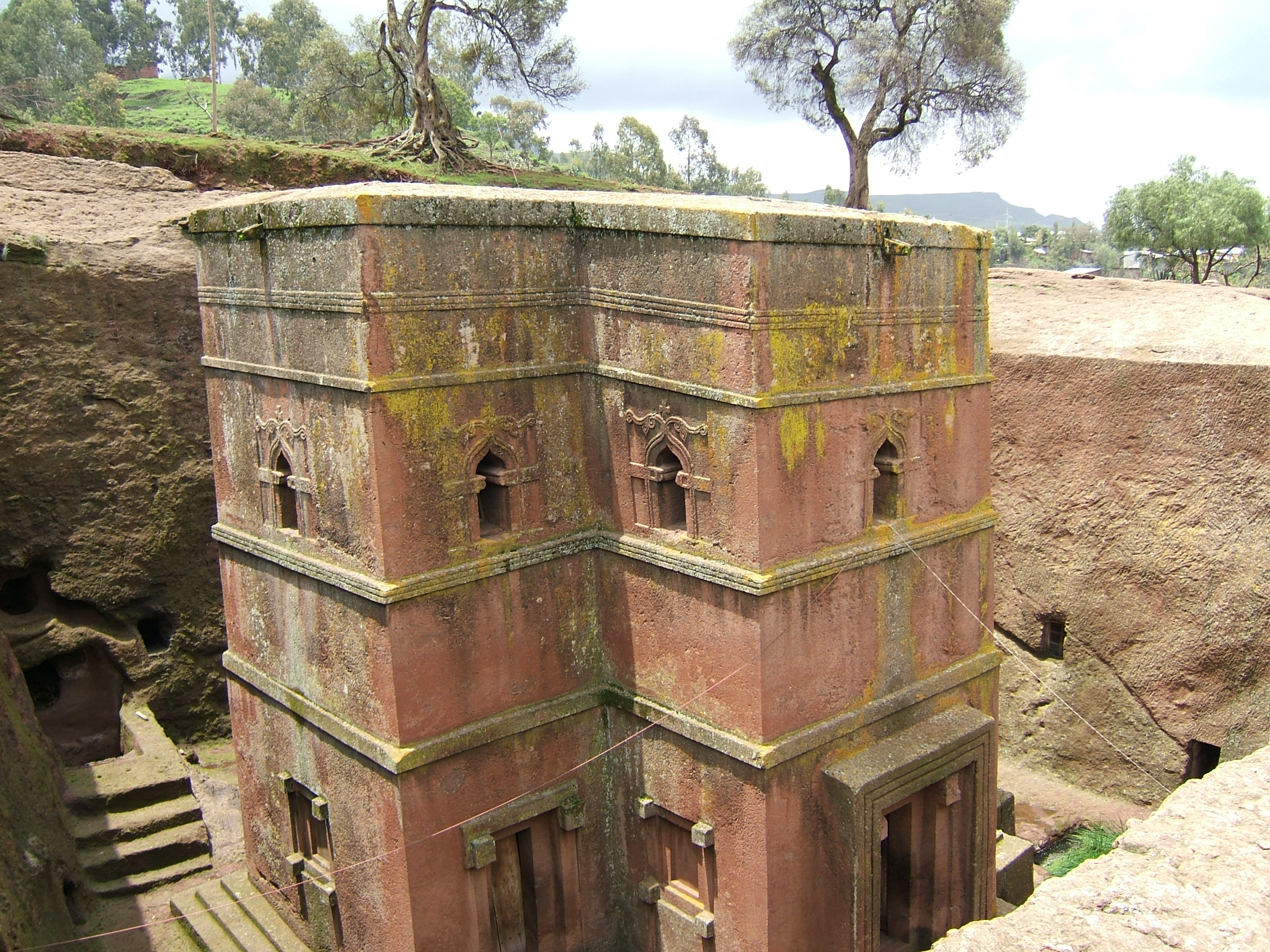
Christliche Felsenkirche in Lalibela, Äthiopien

Der Doge Teodosio D’Oria (auch Tedisio Doria) unterstützte eine Expedition des Genueser Kaufmanns Ugolino Vivaldi und dessen Bruder Vandino mit zwei Galeeren zu einer Fahrt nach Indien. Sie brachen im Frühjahr 1291 auf, passierten die Straße von Gibraltar, segelten entlang der marokkanischen Küste, und es wird angenommen, dass sie die Kanarischen Inseln und die Region um das Kap Nun erreichten. Ihr weiteres Schicksal ist unbekannt, wahrscheinlich erlitten sie an der afrikanischen Küste Schiffbruch. Im frühen 14. Jahrhundert unternahm Ugolinos Sohn Sorleone de Vivaldo (ca. 1291 - 1315) mehrere Fernreisen auf der Suche nach seinem Vater. Dabei soll er das Kap der Guten Hoffnung umrundet haben und bis an die somalische Küste nach Mogadischu vorgedrungen sein. Diese Geschichte greift der Dominikaner Jourdain de Séverac in Briefen aus den Jahren 1321–1324 auf und berichtet, dass zwei Genuesen am Hof des Priesterkönigs Johannes im heutigen Äthiopien um Hilfe baten. Damit löste er neue Spekulationen zur Lage des Reiches des Priesterkönigs in Afrika aus.
Der Mythos wurde im 15. Jahrhundert in abgewandelter Form von den Portugiesen bereitwillig aufgegriffen, um eine Rechtfertigung für ihre Entdeckungsfahrten und die Umsegelung von Afrika zu liefern. König Manuel I. beabsichtigte, den Einfluss des Islams in Afrika zurückzudrängen und den Kontinent für das Christentum zu gewinnen. Hierzu suchte er die Allianz mit dem legendären Priesterkönig.
Über die Araber war die Kunde von einem christlichen Reich in Ostafrika nach Europa gelangt, und man erinnerte sich sogleich an die Legende vom Priesterkönig Johannes. Tatsächlich gab es in Ostafrika, im heutigen Äthiopien, eine mächtige und einflussreiche christliche Gemeinschaft, die Reiche von Aksum und Lalibela. Die Entstehung des Christentums in Äthiopien ging auf die Händler zurück, die die noch junge Religion aus Syrien mitbrachten, mit dem umfangreiche Handelsbeziehungen bestanden. In der Blüte des Reiches von Aksum nahm König Ezana im 3. Jahrhundert das Christentum in Form des Monophysitismus als Staatsreligion an. Es bestanden enge Verbindungen zur koptischen Kirche in Ägypten. Das Reich existierte bis zum 10. Jahrhundert, als es durch die islamischen Eroberungen in Syrien und Ägypten vom Mittelmeer und damit von wichtigen Handelsbeziehungen abgeschnitten wurde. Im späten 12. bzw. frühen 13. Jahrhundert errichtete Kaiser Lalibela wieder ein starkes, christliches Äthiopien in der Tradition von Aksum. Er ließ in Roha, dem heutigen Lalibela, zwölf Kirchen aus dem massiven Felsgestein meißeln, die heute noch ein beeindruckendes Zeugnis von der Macht und Größe des Reiches ablegen.
Da sich der Höhepunkt der frühen Expansion Äthiopiens in den Nordosten (das heutige Somalia) und die Rückgewinnung islamischer Gebiete im 15. Jahrhundert mit dem Höhepunkt der europäischen Entdeckungsfahrten unter Führung Portugals zeitlich überlagerte, wird es verständlich, dass das mittelalterliche Äthiopien mit dem Reich des Priesterkönigs Johannes identifiziert wurde. Im späten Mittelalter gab es mehrere Entdeckungsfahrten europäischer Abenteurer in diese Region. Besucher, die das äthiopische Reich tatsächlich erreichten, wurden jedoch nicht mehr herausgelassen, so dass die Informationen weiterhin unbestimmt blieben.
Pêro da Covilhã (1450–1530) reiste 1487 im Auftrag des portugiesischen Königs Johann II. nach Ostafrika, um Johannes aufzusuchen. Er erreichte Äthiopien und wurde angesehenes und geehrtes Mitglied am Hof von Negus Eskandar, aber auch de facto Gefangener und durfte das Land nicht mehr verlassen. Alfonso de Payva versuchte, von Alexandria aus Äthiopien über dem Landweg zu erreichen. Sein Schicksal ist ungeklärt, er blieb verschollen.
Erst 1520 erreichte eine von Rodrigo da Lima geführte Expedition Äthiopien, der es auch gelang, mit Berichten nach Portugal zurückzukehren. Der die Gruppe begleitende Kaplan Francisco Álvares verfasste als erster Europäer einen ausführlichen Bericht (Verdadeira Informação das Terras do Preste João das Índias, Lissabon 1540). Darin sind Berichte von Pêro da Covilhã, den er in Äthiopien getroffen hatte, über das Reich in seiner Blütezeit veröffentlicht. Aber auch er konnte das Rätsel um den Priesterkönig Johannes nicht aufklären.
Erst zum Ende des 17. Jahrhunderts wies der Diplomat und Begründer der Äthiopistik Hiob Ludolf in seiner Geschichte Äthiopiens (Historia Aethiopica, Frankfurt a. M. 1681) nach, dass es keine Verbindung zwischen dem äthiopischen Herrscherhaus und dem Priesterkönig Johannes gab. So verebbte die Suche nach dem sagenhaften Reich des Johannes.

## Kartendarstellung

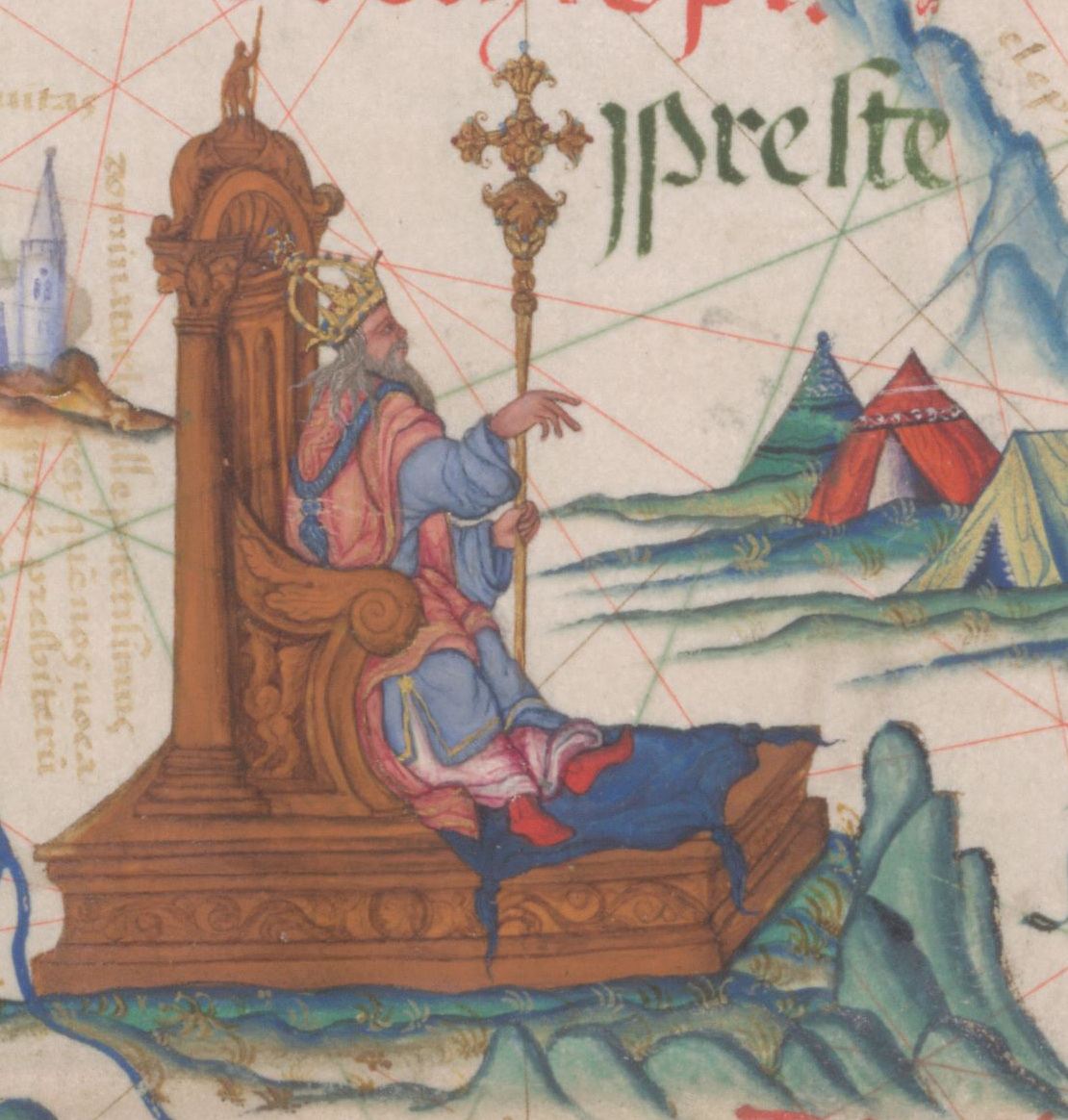
Priester Johannes in einer Kartendarstellung (Atlas de Diego Homen, 1561 Portugal)

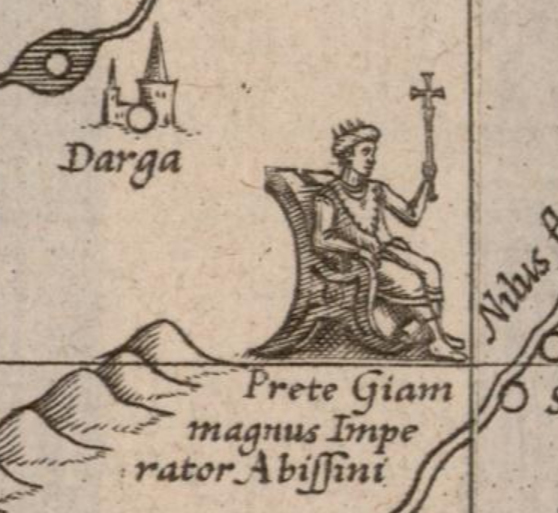
Johannes auf der Mercator-Weltkarte von 1569

In den Landkarten war das Reich des Priesterkönigs Johannes noch bis weit in das 16. Jahrhundert verzeichnet. Einige Beispiele dafür:
- In der Weltkarte des Andreas Walsperger, 1448 im Kloster Reichenau entstanden, ist die Stadt Bibrich als prächtige, großformatige Silhouette nördlich von Tabrobana (Sri Lanka) besonders hervorgehoben.
- Eine 1475 in Lübeck entstandene Radkarte Jerusalems und des Heiligen Landes zeigt das Reich des Priesterkönigs Johannes südlich von Indien und westlich von Babylon.
- Die Weltkarte des Juan de la Cosa von 1500 zeigt das Reich des Priesterkönigs Johannes nördlich von Ethiopia (Äthiopien), direkt westlich des Nils.
- Sebastian Münsters Cosmographia (deutsche Ausgabe von 1550) enthält eine Karte von Afrika, die den von zwei Flüssen eingerahmten Herrschaftssitz des Priesterkönigs Johannes (Sedes Preste Iohann) zeigt.
- Die Weltkarte des Gerhard Mercator von 1569 zeigt den Priesterkönig Johannes mit einem Kreuzszepter in der Hand.

## Überlieferung
Die lateinische Epistola presbiteri Johannis („Brief des Presbyters Johannes“) ist in mehr als 200 Handschriften des 12. bis 17. Jahrhunderts und 14 Druckausgaben von ca. 1483 bis 1565 überliefert. Die Fassungen des Textes variieren sehr stark. Neben dem bei Zarncke edierten Text der Tradition I, die sich in fünf Redaktionen sowie mehrere Kurz- und Langfassungen aufgliedert, sind fünf lateinische Sonderfassungen (Tradition II) erhalten, die zum Teil erhebliche Umarbeitungen aufweisen und mit den romanischen Übersetzungen in engem Zusammenhang stehen.
Deutsche Übersetzungen finden sich in folgenden Handschriften:
- Berlin, SBB-PK, Ms. germ. Oct. 56 – Stundenbuch (Getijdenboek) des Geert Groote, um 1480
- Wien, ÖNB, Cod. Ser. Nova 2663 – Ambraser Heldenbuch, 1504 bis 1516/17
- München, BSB, Cgm 1113 – Konvolut aus dem 15. Jahrhundert, Teil II enthält die sog. „Münchner Übersetzung“ des Prebyterbriefes
- Heidelberg, UB, Cod. Pal. Germ. 844 – Konvolut von Texten aus dem 15. und 16. Jahrhundert, enthält u. a.: Oswald der Schreiber: Brief des Priesterkönigs Johannes

sowie in Albrecht von Scharfenbergs Jüngerem Titurel.

## Literarische Verarbeitungen des Themas
- Wolfram von Eschenbach griff bereits im 13. Jahrhundert in seinem Versroman Parzival Elemente des Johannes-Mythos auf.
- Umberto Eco hat Teile des Mythos vom Priesterkönig Johannes in seinem Roman Baudolino verarbeitet.
- Tad Williams verwendet Johannes Presbyter bzw. Johannes den Priester im Roman Der Drachenbeinthron als Hochkönig des fiktiven Landes Osten-Ard
- Michael Peinkofer schrieb den historischen Roman Das verschollene Reich über die Suche nach dem Reich des Johannes
- Philipp Schmidt schrieb eine zweibändige Fantasyroman-Reihe, die sich auf den Mythos um den Priesterkönig bezieht.

### Werkausgaben
- Friedrich Zarncke: Der Priester Johannes. In: Abhandlungen der philologisch-historischen Classe der Königl. Sächsischen Gesellschaft der Wissenschaften. 7, 1879, S. 827–1030, und 8, 1883, S. 1–186 (Ausgaben des lateinischen und der deutschen Textes) (Digitalisat bei der SLUB Dresden)
- Bettina Wagner: Die „Epistola presbiteri Johannis“: lateinisch und deutsch. Überlieferung, Textgeschichte, Rezeption und Übertragungen im Mittelalter; mit bisher unedierten Texten (= Münchener Texte und Untersuchungen zur deutschen Literatur des Mittelalters, Band 115). Tübingen 2000, ISBN 3-484-89115-7 (insbesondere zur Überlieferung).

### Sekundärliteratur
- Wilhelm Baum: Die Verwandlungen des Mythos vom Reich des Priesterkönigs Johannes – Rom, Byzanz und die Christen des Orients im Mittelalter. Kitab, Klagenfurt 1999, ISBN 3-902005-02-5
- Charles F. Beckingham, Bernard Hamilton (Hrsg.): Prester John, the Mongols and the Ten Lost Tribes, Variorum, Aldershot 1996, ISBN 0-86078-553-X
- Lew Nicolai Gumilev: Searches for an Imaginary Kingdom. The Legend of the Kingdom of Prester John, Cambridge University Press, Cambridge u. a. 1987, ISBN 0-521-32214-6
- Gerd-Klaus Kaltenbrunner: Johannes ist sein Name – Priesterkönig, Gralshüter, Traumgestalt (= Die graue Reihe 12), Graue Edition, Zug 1993, ISBN 3-906336-12-3
- Ulrich Knefelkamp: Die Suche nach dem Reich des Priesterkönigs Johannes. Dargestellt anhand von Reiseberichten und anderen ethnographischen Quellen des 12.-17. Jahrhunderts, Müller, Gelsenkirchen 1986, ISBN 3-89049-006-9 (Zugleich: Freiburg (Breisgau), Univ., Diss. 1985)
- Ulrich Knefelkamp: Der Priesterkönig Johannes und sein Reich – Legende oder Realität In: Journal of Medieval History 14, 1988, ISSN 0304-4181, S. 337–355
- Udo Friedrich: Zwischen Utopie und Mythos – der Brief des Priesters Johannes In: Zeitschrift für deutsche Philologie 122, 1, 2003, ISSN 0949-1678, S. 73–92
- Björn Opfer-Klinger: Der Mythos vom Priesterkönig Johannes. In: Geschichte in Wissenschaft und Unterricht (GWU), Jg. 65, Heft 2014/1–2, ISSN 0016-9056, S. 83–91.
- Wolbert Smidt: Der Priesterkönig Johannes: eine Sehnsuchtsfigur In: Kerstin Volker-Saad, Anna Greve (Hrsg.): Äthiopien und Deutschland, Sehnsucht nach der Ferne Deutscher Kunstverlag, München u. a. 2006, ISBN 3-422-06603-9, S. 35–39
- Christof Dahm: Johannes der Priesterkönig. In: Biographisch-Bibliographisches Kirchenlexikon (BBKL). Band 3, Bautz, Herzberg 1992, ISBN 3-88309-035-2, Sp. 530–533 (Artikel/Artikelanfang im Internet-Archive).
- John Eldevik: Reading Prester John : cultural fantasy and its manuscript contexts, Leeds : Arc Humanities Press, 2024, ISBN 978-1-942401-83-4